# Hawks & Doves
| 전문가 평가              | 전문가 평가 |
| 평가 점수                | 평가 점수   |
| 출처                     | 점수        |
| ------------------------ | ----------- |
| AllMusic                 | [ 2 ]       |
| Christgau's Record Guide | A−          |
| Pitchfork                | 5.7/10      |

《Hawks & Doves》는 1980년 10월 29일에 발매된 캐나다의 포크 록 음악가 닐 영의 열 번째 스튜디오 음반이다.

## 배경
《Hawks & Doves》의 양쪽 측면은 다른 환경에서 녹음되었는데, 한쪽은 약 1974년부터 1977년까지의 세션에서 도태되었고, 다른 한쪽은 1980년 초에 음반을 위해 특별히 설정된 세션에서 도태되었다. 이 음반은 또한 영의 가장 짧은 음반들 중 하나이며, 그것의 상영 시간은 30분도 채 안 된다.

## 구성
사이드 1은 〈Little Wing〉과 〈The Old Homestead〉를 포함하는데, 원래는 1975년 《Homegrown》의 일부로 출시될 예정이었다.
사이드 2는 이 음반을 위해 의도된 녹음으로 구성되어 있으며, 영이 지금까지 썼던 곡들 중 가장 직선적인 나라와 서부 곡들이며, 심지어 《American Stars 'n Bars》나 《Comes a Time》에서 발견된 곡들보다도 더 그러하다.

## 발매
이 음반은 1980년 미국 대통령 선거 전날인 1980년 11월 3일 월요일에 발매되었다.
2003년 8월 19일 닐 영 아카이브 디지털 마스터피스 시리즈의 일부로 HDCD 인코딩 리마스터드 버전으로 출시되기 전까지 콤팩트 디스크에서는 사용할 수 없었다.

## 곡 목록
모든 곡들은 닐 영에 의해 작사/작곡하였다.
| #  | 제목                  | 재생 시간 |
| -- | --------------------- | --------- |
| 1. | 〈Little Wing〉       | 2:10      |
| 2. | 〈The Old Homestead〉 | 7:38      |
| 3. | 〈Lost in Space〉     | 4:13      |
| 4. | 〈Captain Kennedy〉   | 2:50      |

| #  | 제목                           | 재생 시간 |
| -- | ------------------------------ | --------- |
| 1. | 〈Stayin' Power〉              | 2:17      |
| 2. | 〈Coastline〉                  | 2:24      |
| 3. | 〈Union Man〉                  | 2:08      |
| 4. | 〈Comin' Apart at Every Nail〉 | 2:33      |
| 5. | 〈Hawks & Doves〉              | 3:27      |